# Dicranomyia (Dicranomyia) melanacaena
Dicranomyia (Dicranomyia) melanacaena is een tweevleugelige uit de familie steltmuggen (Limoniidae). De soort komt voor in het Palearctisch gebied.